# IL Гидры
IL Гидры (лат. IL Hydrae), HD 81410 — двойная звезда в созвездии Гидры на расстоянии приблизительно 334 световых лет (около 103 парсек) от Солнца. Видимая звёздная величина звезды — от +7,95m до +7,45m. Возраст звезды определён как около 3,57 млрд лет.
Открыта Казинсом и Стори в 1963 году*.

## Характеристики
Первый компонент — оранжевая эруптивная переменная звезда типа RS Гончих Псов (RS) и вращающаяся переменная звезда типа BY Дракона (BY) спектрального класса G8V-K0III-IV, или K0IV, или K0III-IV, или K0III, или K1IV, или K1III, или K1-2III, или K1-2III-IV, или K2IV-Vp, или K2. Масса — около 1,475 солнечной, радиус — около 6,713 солнечного, светимость — около 16,982 солнечной. Эффективная температура — около 4856 K.
Второй компонент — жёлтая звезда спектрального класса G0V-IV, или G5V-IV, или G8V. Масса — около 1,3 солнечной, радиус — около 0,83 солнечного. Эффективная температура — около 5900 K. Орбитальный период — около 12,9 суток*.

## Планетная система
В 2019 году учёными, анализирующими данные проектов HIPPARCOS и Gaia, у звезды обнаружена планета HIP 46159 b.